# Francis Bacon (festő)
Francis Bacon (Dublin, 1909. október 28. – Madrid, 1992. április 28.) ír születésű brit festő. Közismertté üres felületekkel dolgozó, groteszk, érzelmileg fűtött nyers képei tették. Bacon szerencsejátékos és „élvhajhász” volt. Festeni húszas évei elején kezdett, de harmincas évei közepéig csak szórványosan és rendszertelenül festett. Ekkoriban lakberendezőként működött.
Levonta a következtetést, hogy a művészi pályáját túlságosan lelassítja az olyan anyagok keresése, amelyek érdeklődését leköthetik. Művészi áttörését az 1944-es triptichon festménye hozta meg, melynek címe Három tanulmány a Keresztrefeszítéshez. A kép közvetlen utánérzése a második világháborúnak, s ez teremtette meg tekintélyét, mint az emberi viszonyok kivételesen sivár bemutatójának. Elvont figurái tipikusan izolált geometriai formák, a sima, semmit nem ábrázoló hátterek előtt.
Az 1960-as évek közepétől főleg barátait, ivócimboráit festette le vagy önálló képeken, vagy triptichonokon. Szerelmesének, George Dyernek az öngyilkossága után a festészete egyre inkább sötétté, befelé nézővé, az idő múlásával és a halállal foglalkozóvá vált. Ennek a korszaknak a csúcspontja az 1982-es „Önarckép tanulmány” és az 1985-86-os „Önarckép Triptichon tanulmány”.
Szeszélyes egzisztencialista kinézete ellenére a David Sylvesterrel folytatott beszélgetések szellemes és élénk személyiségnek mutatják be. Bacon személyesen vonzó és karizmatikus, jól olvasható és vitathatatlanul meleg művész volt, de középkorúként sok estét töltött el evéssel, ivással és szerencsejátékkal a londoni Sohóban hasonló gondolkodású barátaival, mint Lucian Freud (bár vele az 1950-es években összekülönbözött, amire soha nem adtak magyarázatot), John Deakin, Muriel Belcher, Henrietta Moraes, Daniel Farson, Tom Baker és Jeffrey Bernard.
Dyer öngyilkossága után nagymértékben elhatárolódott ettől a körtől, és miközben a társadalmi életben még mindig aktív volt, a szerencsejáték és ivás iránti szenvedélye sem szűnt meg, Platonikus és atyai kapcsolatot alakított ki végleges örökösével, John Edwardsszal.
Robert Hughes művészetkritikus „Willem de Kooninggel együtt a 20. századi Anglia, vagy talán az egész világ legengesztelhetetlenebb lírai művészeként” írta le. A nyugtalanító emberi alak legfontosabb festőjeként volt ismert a 20. század 50-es éveiben.
Az 1990-es évek végén néhány, korábban elpusztultnak vélt alkotása is előkerült, köztük az 1950-es évek elején festett „pápák” és az 1960-as évek portréi. Ezek a képek ismételten az árverések árainak csúcsára ugrottak. 2013-ban a „Lucian Freud (Három Tanulmány)” képsorozata világrekordot állított be árverésen.

## Korai évei
Francis Bacon egy ápolóotthonban született a régi György korabeli Dublinban, a Lower Baggot Street 63.-ban, szülei ausztrálok voltak.
Apja, Anthony Edward Mortimer kapitány ("Eddy") Bacon South Adelaide-ben született Ausztráliában, apja angol, anyja ausztrál. Édesapja, a búr háború veteránja volt, versenylótréner, míg édesanyja, Christina Winifred Firth, (Winnie) egy sheffieldi acélipari vállalkozás és szénbánya örököse volt. Atyja Sir Nicholas Baconnak a leszármazottja volt, aki Sir Francis Baconnak, az Erzsébet-kori államférfinak, filozófusnak és esszéistának a féltestvére volt. Ükanyja, Lady Charlotte Harley jól ismerte Lord Byront, aki "Ianthe"-nek nevezte, és neki dedikálta ismert versét, a „Childe Harold zarándoklatát”. Amikor Bacon apai nagyapja lehetőséget kapott Viktória királynőtől, hogy újjáélessze Oxford Lordjának címét, ezt pénzügyi okokból visszautasította. Baconnak volt egy bátyja, Harley, két ifjabb nővére, Ianthe és Winifred, valamint egy öccse, Edward. A család dajkája, Jessie Lightfoot, úgynevezett "Nanny Lightfoot", aki Cornwallból származott, egy anyafigura a családban, aki a haláláig szoros kapcsolatban maradt Baconnal. Az 1940-es években segítette őt londoni szerencsejáték-házak fenntartásában.
A család gyakran költözött, többször is oda-vissza költöztek Írország és Anglia között, ez az évek során a művészben állandó bizonytalanság érzést keltett. 1911-ben a család a Cannycourt-házban, Kilcullen közelében, Kildare megyében élt, majd később Londonba költözött a Westbourne Terrace-be, közel ahhoz a helyhez, ahol Bacon apja a Territorial Force Records Office-ban dolgozott. Az első világháború után a család visszatért Írországba.
Bacon az anyai nagyanyjával és mostoha nagyapjával, Winifred és Kerry Supple-vel, Farmleigh-ban, Abbeyleix-ben, County Laoisban élt, bár a család többi része ismét anyja születési helyére, a Killare megyei Naas közelében fekvőt Straffan Lodge-ba költözött. Gyermekként Bacon félénk volt, élvezte a nőies öltözködést. Ez, párosulva a nőies viselkedéssel, felháborította az apját.
1992-ben derült fény egy történetre, amikor az apja felfedezte, hogy Francist az istállóban a lovászok lovagolták. 1924-ben a szülei Gloucestershire-be költöztek, először a gotheringtoni Prescott-házba, majd a Linton-házhoz a Herefordshire határán.
A Firth család otthonában, a Suffolkban lévő Cavendish Hallban, a Firth család otthonában, a Suffolkban lévő Cavendish Hallban, egy Eton-díszítésű, gyöngyös ruhadarab, rózsaszín, magas sarkú cipő és egy hosszú cigarettatartó volt Francisnél. 1926-ban a család visszatért a Straffan Lodgeba. Ianthe, tizenkét évvel fiatalabb nővére emlékeztetett arra, hogy Bacon hölgy-rajzain cloche sapkákat és hosszú cigarettatartókat rajzolt. Később, még abban az évben Francist kivették a Straffan Lodge-ból, miután az apja egy nagy tükör előtt meglátta az anyja fehérneműjében.

### London, Berlin, Párizs
Bacon 1926 második felét Londonban töltötte, hetente három fontot kapott anyja Trust Fund alapjából, Nietzschét olvasott. Bár nyomorgott, Bacon úgy gondolta, hogy ha nem fizeti a bérleti díjat, és néha lopkod egy kicsit, az elegendő a túléléshez. Jövedelmének kiegészítéseként rövid ideig próbálkozott háztartási alkalmazottként dolgozni, bár élvezte a főzést, unatkozott és felmondott. A Sohóban, a Polish Streeten telefonos közvetítő állásban dolgozott egy olyan üzletben, amely női ruhákat árusított. Kidobták, miután egy vitriolos tollal írt levelet küldött a tulajdonosnak.
Bacon hamarosan a londoni homoszexuális alvilágban találta magát, tudván, hogy képes bizonyos gazdag embereket vonzani, amit gyorsan kihasznált, ízlelte a jó ételeket és borokat. Az egyik Winnie egy rokona volt, egy másik versenyló tenyésztő, Harcourt-Smith, aki híres volt férfiasságáról. Bacon azt állította, hogy az apja megkérte ezt a "nagybátyját", hogy vegye "kezébe", és "csináljon belőle férfit". Francisnek bonyolult kapcsolata volt apjával, miután felismerte, hogy szexuálisan vonzódik hozzá.
1927-ben Bacon Berlinbe költözött, ahol látta Fritz Lang „Metropolis”-át és Szergej Eisenstein „Patyomkin cirkálóját”. Ez később katalizátora lett művészi képzelőerejének.
Bacon két hónapot töltött Berlinben, bár Harcourt-Smith elhagyta egy hónap után - "Természetesen hamarosan elege lett belőlem, és elment egy nővel... Nem igazán tudtam, mi a teendő, ezért lógtam egy ideig, aztán, mivel sikerült egy kis pénzt megtartani, úgy döntöttem, hogy Párizsba megyek.” Bacon Párizsban töltötte a következő majd másfél évet. Találkozott Yvonne Bocquentin zongoristával és műértővel egy kiállítás megnyitóján.
Annak tudatában, hogy szüksége van a francia nyelvre, Bacon három hónapig élt Madame Bocquentinnel és családjával Chantilly közelében lévő házukban. Párizsba utazott, hogy látogassa a város művészeti galériáit. A châtilloni kastélyban (Musée Condé) látta Nicolas Poussin „Az ártatlanok mészárlását”, egy olyan festményt, amelyet gyakran említ a későbbi munkáiban. Chantillyből egy olyan kiállításra látogatott, amely festmények vásárlására inspirálta őt.

### Vissza Londonba
Bacon 1928 végén vagy 1929 elején érkezett Londonba, és belsőépítészként kezdett dolgozni. Talált egy stúdiót a 17 Queensberry Mews Westben (South Kensington). A felső emeletet megosztották Eric Aldennel - aki az első gyűjtője lett - és gyermekkori dadájával, Jessie Lightfoottal. Bacon "úri társaság"-ként hirdette magát, a The Timesban, a címlapon (ezután a személyes üzenetek számára fenntartott helyet használta). A Nanny Lightfoot által alaposan kiválogatott számos válasz közül Douglas Cooper egy idős unokatestvére volt az egyik, aki az egyik legszebb modernkori angol művészeti gyűjtemény birtokosa volt. Az úr, miután fizetett Baconnek a szolgálataiért, részmunkaidős munkát ajánlott egy londoni klubban, ahol telefonos operátort kerestek. Cooper segítette Bacon képességeinek fejlesztését bútorok és belső terek tervezésében. Cooper egy hadihajó szürke asztalt szállított ebben az időszakban Baconnek.
1929-ben, amikor a Dover utcai Bath Clubban telefonközpontosként dolgozott, találkozott Eric Hall-lal, aki patrónusa és szeretője lett, kapcsolatuk gyakran kínos veszekedéssel járt. Bacon első bemutatója 1929 telén, a Queensberry Mews-ban volt, szőnyegeket és bútorokat mutatott be. Talán megjelent a Festett kép /Painted Screen/ (kb. 1929-1930-ban) és az Akvarell (1929) c. vízfestményét, a legkorábbi fennmaradt képeit, amelyek úgy tűnik, hogy a szőnyegterveiből alakultak ki. Ezeket Jean Lurçat festményei és falfestményei ihlették. Sydney Butler (Samuel Courtauld leánya és Rab Butler felesége) egy üveg és acél asztalt, valamint egy széket helyezett el a Smith Square házának étkezőjébe. Bacon Queensberry Mews-béli stúdióját a The Studio magazin 1930. augusztusi számában szerepeltették egy "The 1930 Look in British Decoration" című kétoldalas cikkben. A cikk nagyméretű kerek tükröt, néhány szőnyege és cső-acéllemez valamint üvegbútorokat mutatott be, amelyeket nagymértékben befolyásolt a Nemzetközi Stílus.
Bacon 1931-ben hagyta el a Queensberry Mews West stúdióját, nem tudni, hogy néhány évig hol telepedett le. Bacon valószínűleg megosztott egy stúdiót Roy de Maistre-rel, 1931/32 körül, a Carlyle Studios-ban (a Kings Road mellett) Chelsea-ben.
Portré (1932) és az 1931-1932-es Portré (Diana Watson által megvásárolt) képei kerek arcú, beteges bőrű ifjút mutat be (ahogy Bacon Ibsen alakjait elképzelte). Rövid ideig egy Fulham Road-i műtermet bérel. 1932-ben Baconot Gladys MacDermot, egy ír nő, aki Ausztráliában élt, megbízta a lakása díszítésével, bútorainak nagy részét is Bacon tervezte a 98 bloomsbury-i Ridgmount Gardensben. Bacon visszaemlékezett arra, hogy "mindig jól megetette".

### Bútorok és szőnyegek
Bacon első bemutatója 1929 telén, a Queensberry Mews-ban volt, szőnyegeket és bútorokat mutatott be. Talán megjelent a Festett kép /Painted Screen/ (kb. 1929-1930-ban) és az Akvarell (1929) c. vízfestményét, a legkorábbi fennmaradt képeit, amelyek úgy tűnik, hogy a szőnyegterveiből alakultak ki. Ezeket Jean Lurçat festményei és falfestményei ihlették. Sydney Butler (Samuel Courtauld leánya és Rab Butler felesége) egy üveg és acél asztalt, valamint egy széket helyezett el a Smith Square házának étkezőjébe.

## Első sikerek
Az 1933-as „Keresztrefeszítés /Crucifiction/” volt az első festménye, amely a közvélemény figyelmét felkeltette, ez részben Pablo Picasso 1925-ben készült „Három Táncos” című képén alapul. Mivel nem fogadták a képet túl jól, a kiábrándult Bacon közel egy évtizedre felhagyott a festéssel. 1935-ben Párizsba látogatott, ahol vásárolt egy a szájüregi betegségekről szóló használt könyvet, amely mind a nyitott szájakról, mind az orális belső terekről magas színvonalú kézzel színezett lemezeket tartalmazott, ezek kísértették életének hátralevő részében.
1935-ben látta Eisenstein „Patyomkin cirkálóját”, [18] a színhely, ahogy az odesszai lépcsőn sikoltozik egy nőalak, későbbi festményeinek egyik fő témájává vált. Eisenstein jelenetének látószöge gyakran a nemrégiben megvásárolt orvosi kötet erőteljes vörös színpalettájával kombinálva.
1935-36 telén Roland Penrose és Herbert Read, akik a Nemzetközi Szürrealista Kiállításra első válogattak anyagot, meglátogatták műtermét a 71. Royal Hospital Road, Chelseaban "három vagy négy nagy vásznat látott, köztük egy nagypapa korabeli órát", de munkáját "nem találták eléggé szürreálisnak ahhoz, hogy bekerüljön a programba". Bacon azt állította, hogy Penrose azt mondta neki: "Mr. Bacon, nem tudja, hogy mi minden történt az impresszionisták óta?"
1936-ban vagy 1937-ben Bacon a 71. Royal Hospital Road, Chelseaból a Glebe Place, Chelsea legfelső emeletére költözött, amelyet Eric Hall bérelt. A következő évben Patrick White annak az épületnek a legfelső két emeletére költözött, ahol de Maistre műterme is volt, az Eccleston Streeten. Bacontól, aki addigra barátja lett, egy íróasztalt (széles fiókkal és vörös linóleummal a tetején) rendelt. White megvásárolta az üvegből és acélból készült étkezőasztalt is Rab és Sydney Butlertől.
1937 januárjában, a Thomas Agnew and Sons, a londoni 43. Old Bond Streeten Bacon egy csoportos kiállításon mutatkozott be /Young British Painters/, amelyen Graham Sutherland, Victor Pasmore és Roy de Maistre szerepelt. Eric Hall, aki Jerry Agnew barátja volt, szervezte a műsort; Agnew-t későbbiekben régi mesterek festményeinek bemutatóiról ismerték meg. Négy Bacon-művet mutattak be: a „Alakok a Kertben” (1936), ezt Diana Watson vásárolta meg; „Absztrakció” és „Absztrakció az emberi formáról, ahogy magazinfotókról ismert” (ezek a képek előképei a „Három tanulmány a Kereszt előtt álló alakokról” (1944), háromszög alakú (tripod) állvánnyal (Absztrakció), csupasz fogakkal (Absztrakció az emberi alakról), Mindkettő biomorf formában van. Az ülőkép elveszett.
1940. június 1-jén meghalt az apja, s végakarata kizárólagos végrehajtójává őt nevezték ki, amely a temetést a lehető legegyértelműbbé és legegyszerűbbé tette. Az aktív háborús szolgálatra alkalmatlan Francis önként jelentkezett polgári védelmi szolgálatra és teljes munkaidőben dolgozott az ARP (Air Raid Precautions) mentőszolgálatában. A London bombázásakor felszabaduló finom por súlyosbította az asztmáját, ezért leszerelték. A Blitz magasságában Eric Hall bérelt házat Baconnak és önmagának a Bedapest Lodgeben, Steepben, Petersfield közelében, Hampshire-ben. Az „Autóból kiszálló alak”’ (kb. 1939-1940) című képet itt festette, de ez csak Peter Rose Pulham 1946 elején készült fényképe alapján ismeretes. A fényképet röviddel azelőtt készítették, hogy a vásznat Bacon átfestette, és a „Táj autóval” (Landscape with Car) nevet adta neki.
A „Keresztrefeszítés alapjául szolgáló Három Tanulmány” (1944) központi paneljének előzmény biomorf formájához tartozó alaknak (1944) kompozícióját egy Hitler fénykép sugallta, amelyen az egy nürnbergi gyűlés valamelyikén egy kocsiból száll ki. Bacon azt állítja, hogy "csak az autót másolta és nem sok mást".
Az 1943-as év végén Hampshire-ből visszatérve Bacon és Hall elfoglalták a 7. Cromwell Place, South Kensington földszintjét, John Everett Millais régi házának és műtermének földszintjét. A magas boltíves és északról világított tetőt a közelmúltban lebombázták - Bacon egy nagy, régi biliárdszobát rendezett be a ház hátulján műtermének. Nanny Lightfoot, más hely híján a konyhaasztalon aludt.
A tiltott rulettpartikat, amelyeket a Bacon Hall segítségével szervezett, ott tartották, mindkettőjük anyagi javára.
A 40-es évek vége
1946-ra Bacon bizonyosan beérkezett; A "Három Tanulmány" összefoglalja azokat a témákat, amelyeket korábbi képeiben feltárt, többek között Picasso biomorfjainak vizsgálatát, a Keresztrefeszítés és a görög fúriák értelmezését. Bacon nem fedte fel eredeti szándékát, hogy a nagy keresztre feszítés helyszínét fesse meg, és helyezze el az alakokat a kereszt lábánál.[20] A „Három tanulmányt” általában Bacon első érett darabjaként tekintik.[21] Szerinte a triptichon előtti művei irrelevánsak az életmű szempontjából, egész életében megpróbálta elnyomni megjelenésüket a művészeti piacon. Amikor a festményt először 1945-ben bemutatták, szenzációt váltott ki, és segített őt az egyik legfontosabb háború utáni festőként megmutatni. A „Három tanulmány” kulturális jelentőségére hivatkozva John Russell kritikus 1971-ben megjegyezte, hogy „Angliában volt festészet a »Három tanulmány« előtt, és festettek az után is, de senki sem keverheti össze a kettőt”. [23
A Festmény (1946) című képe több csoportos bemutatón is szerepelt, többek között a Musée National d'Art Moderne (Nemzeti Modern Művészeti Múzeum) brit szekció kiállításán (1946. november 18. és december 28. között), amelyre Bacon Párizsba utazott. A Festmény (1946) két héten belül a eladásra került a Hanover Galériának, Bacon ezt az időszakot és a bevételét arra használta ki, hogy Londonból Monte Carlóba költözzön. Miután egy darabig szállodákban és lakásokban élt, majd egy nagy villában, a La Frontalière-ben telepedett le, amely a város feletti dombon van.
Hall és Lightfoot csatlakozott hozzá. Bacon az elkövetkező évek nagy részét Monte Carlóban töltötte el, rövid látogatásokat tett Londonba. Monte Carlóból írt Graham Sutherlandnek és Erica Brausennek. Utóbbinak írt levelei azt mutatják, hogy festett ott is, de ezek a festmények lappanganak. Bacon leírta, hogy megszállottja lett a Monte Carló-i Kaszinónak, ahol „egész napokat tölt”. A szerencsejáték miatt adósságokba verte magát, és emiatt nem tudott új vásznat megengedni magának. Ez kényszerítette rá, hogy fessen korábbi munkáinak nyers, tiszta oldalára. Ez aztán gyakorlat lett, amely egész életében tartott.[24]
1948-ban a Festmény (Painting) (1946) című képét Alfred Barrnak adták el a New York-i Modern Művészetek Múzeuma számára 240 fontért. Bacon írt Sutherlandnek, kérte, hogy alkalmazzanak fixírt a Festmény tanulmány pasztelljeire (1946), mielőtt New Yorkba szállítanák. A Festmény (1946) ma már túlságosan törékeny ahhoz, hogy elmozdítsák a MoMA-ból és máshol is kiállítsák. Egy párizsi látogatás 1946-ban hozta Bacont közvetlen kapcsolatba a francia, háború utáni festészettel és a balos festőkkel, mint például az egzisztencialisták. [25] Ez egy élethosszig tartó barátság kezdete lett Isabel Rawsthorne festőnővel, aki szorosan kapcsolódott Giacomettihez és a Left Bank csoporthoz. Számos érdeklődés kötötte össze őket, köztük a néprajz és a klasszikus irodalom iránti vonzalom.[26]
Az 1950-es évek
A Colony Room privát klub volt a 41 Dean Streeten, a Sohóban, más néven Muriel's, ui. Muriel Belcher volt a klub nagyszerű tulajdonosa, aki a háború alatt a Leicester téren a Music Box nevű klubot vezette, a Colony Room bárban, magánklubként, délután 3-tól éjjel 11-ig érvényes italkiszolgálási licencet szerezve. Az állami nyilvános működésű bárokat a törvény szerint 14:30 órakor be kellett zárni. Bacon alapító tagja volt a klubnak, az 1948-as nyitást követő napon csatlakozott. Belcher „örökbe fogadta” a klubban, és megengedte hogy ingyen italozzon a klubban és hetente 10 £ -ot kapott, hogy barátokat és gazdag patrónusokat hozhasson a klubba.
1948-ban találkozott John Mintonnal, aki rendes látogató volt a Murielben, valamint Lucian Freud, Frank Auerbach, Patrick Swift a festőkkel és a Vogue fotós, John Deakinnel. 1950-ben Bacon találkozott David Sylvester művészettörténésszel, aki Henry Moore és Alberto Giacometti szobrászokról írt írásairól vált nevessé. Sylvester 1948 óta lett Bacon csodálója, és ettől fogva írt Baconról.
Bacont lenyűgözte Goya, az afrikai tájak és a vadon élő állatok, és fényképeket készített a dél-afrikai Kruger Nemzeti Parkban. Visszautazása során néhány napot töltött Kairóban, és Erica Brausennek azon szándékáról írt, hogy meglátogatja Karnakot és Luxort, majd Alexandrián keresztül utazott vissza Marseille-be. A látogatás megerősítette hitét az egyiptomi művészet felsőbbségében, amit a szfinx testesít meg. 1951 tavaszán tért vissza.
1951. április 30-án [30] Jessie Lightfoot, gyermekkori dadája, a Cromwell Place-en meghalt. Bacon Nizzában volt, szerencsejátékot játszott, amikor tudomást szerzett a haláláról. Ő volt a legközelebbi társa, csatlakozott hozzá Londonban, amikor visszatért Párizsból, és együtt élt vele és Eric Aldennel a Queensberry Mews Westben, majd később vele és Eric Hall-lal a Petersfield közelében, majd Monte Carlóban és a Cromwell Place-en. Lesújtva, Bacon eladta a Cromwell Place 7.-i lakást.

## Francis Bacon Műterme a Reece Mews-ben
A műterem anyagait a restaurátorok összeszedték és Dublinban helyreállították Bacon műtermét.

## George Dyer
Bacon George Dyerrel 1963-ban egy pubban találkozott,[31] a sokszor megismételt legendával szemben, mely szerint találkozásuk egy betörési kísérlet révén jött létre. Dyer kb. 30 éves volt, a rossz hírű londoni East End-i származék. Bűnöző családból származott, lopásból tartotta fenn magát, többször megjárta a börtönöket.
Bacon korábbi kapcsolatai is kétes alakokkal jöttek létre. Első szeretője, Peter Lacy, összetörte a művész festményeit, részegen többször megverte őt. többször hagyta az utcán félholtra verve.[33] Bacon és Dyer kapcsolatában Bacon volt az uralkodó személyiség; Vonzotta Dyer sebezhetősége és bizalmas természete. Dyert lenyűgözte Bacon önbizalma és művészi sikere, Bacon a védtelen fiatalember védelmezőjeként és apa-alakjaként működött.[34]
Dyer olyan volt, mint Bacon, borderline alkoholista, hasonlóképpen rögeszmésen törődött a megjelenésével. Sápadt és láncdohányos, Dyer ismételt ivással gyógyította másnaposságát. Erőteljes és sportos testalkata engedelmes és bensőleg megkínzott személyiséggel társult. Michael Peppiatt művészetkritikus úgy írta le Dyert, mint akit „egy döntő ütés” bármikor padlóra vihet. Viselkedésük végül odáig vitte kapcsolatukat, hogy 1970-ben Bacon már csak annyi pénzt adott Dyernek, hogy folyamatosan részeg legyen. [34]

## Magyar nyelvű szakirodalom
- Deleuze, Gilles: Francis Bacon. Az érzet logikája (ford. Seregi Tamás), Atlantisz Könyvkiadó, Budapest, 2014 ISBN 9789639777286